# Na světě nejsou jen pomeranče
Na světě nejsou jen pomeranče (v originále Oranges Are Not the Only Fruit) je prvotina anglické spisovatelky Jeanette Wintersonové. Kniha vyšla v Anglii v roce 1985 a okamžitě autorku vynesla na výsluní tamní literární scény. Jedná se o krátký román s autobiografickými prvky. Jeho vypravěčkou je dospívající dívka, která na pozadí striktní křesťanské výchovy objevuje svou nekonvenční identitu a homosexuální sexualitu. Knihu je možné zařadit do skupin Künstlerroman (subžánr Bildungsromanu) a roman à clef.